# أريغارون مرتب
أريغارون مرتب (الاسم العلمي: Erigeron concinnus) هو نوع من النباتات يتبع جنس الأريغارون من الفصيلة النجمية.